# Назарян, Оганнес
Оганнес Назарян (арм. Հովհաննես Նազարյան; род. 11 марта 1998) — армянский футболист, центральный защитник клуба «Ван» и национальной сборной Армении.

## Клубная карьера
Назарян является продуктом молодёжной системы «Пюника». После нескольких выступлений за основную команду как в Премьер-лиге Армении, так и в отборочных матчах Лиги Европы и игр за резервную команду, в 2018 году он покинул клуб, чтобы присоединиться к недавно получивший повышение «Арцаху» (позже переименованный в «Ноа»).
В конце сезона 2019/2020, после победы с «Ноа» в Кубке Армении, Назарян покинул клуб.
Летом 2020 года Назарян подписал однолетний контракт с клубом «Ширак».
После того, как «Ширак» покинул Премьер-лигу Армении по итогам сезона 2020/2021, Назарян бесплатно перешел в ереванский «Арарат», который покинул в июне 2023 года.
1 августа 2023 года Назарян присоединился к «Вану».

## Карьера за сборную
Назарян представлял Армению на нескольких международных молодежных уровнях, выступая за сборные до 19 и до 21 года.
В ноябре 2021 года он получил свой первый вызов в национальную сборную Армении на отборочные матчи чемпионата мира 2022 года против Северной Македонии и Германии. Оба матча он провёл на скамейке запасных.
В марте 2022 года Назарян снова был вызван на товарищеский матч против Норвегии в качестве замены травмированному защитнику Андре Чалиширу. Назарян дебютировал за сборную 29 марта, выйдя на замену, а Армения проиграла со счётом 0:9.

## Личная жизнь
Отец Назаряна, Рафаэль Назарян, бывший профессиональный футболист и игрок сборной Армении, который в настоящее время является главным тренером ереванского «ЦСКА (Ереван)».
Его старший брат Эрик Назарян также в прошлом был профессиональным футболистом, а в настоящее время руководит юношеской сборной Армении до 15 лет.

## Достижения

### «Ноа»
- Обладатель Кубка Армении: 2019/20[7][8]